# 금정면
금정면(金井面)은 대한민국 전라남도 영암군의 면이다. 넓이는 73.05km2이고, 인구는 2011년 3월 31일을 기준으로 1,164세대 2,289명이다.

## 개요
영암군 11읍·면 중의 하나로 동쪽은 장흥군 유치면, 남쪽은 영암읍, 서쪽은 덕진면과 신북면, 북쪽은 나주시 세지면과 봉황면에 접경을 이루고 있다.

## 연혁
- 본래는 나주군의 지역으로 사금(砂金)이 많이 나온다하여 금마면(金磨面)이라 하여 남송(南宋) 등 57마을과 나주군 원정면(元正面)의 월평(月坪) 등 29개 마을, 그리고 나주군 세화면(細花面) 임천리 일부지역을 병합하여 조선 고종(高宗) 32년(1895년)에 지방관제 개정으로 영암군에 편입
- 1914년 4월 1일 군, 읍, 면 폐합에 따라 용산, 남송, 쌍효, 세류, 아천, 안로, 연보, 연소, 와운, 용흥, 월평, 청용의 12개 이(里)로 개편, 금마(金磨)면의 "금(金)"자와 원정(元正)면의 "정(井)"자를 따서 금정면으로 통합
- 1973년 7월 1일 용산리(龍山里)가 서쪽에 있는 신북면에 가까운 곳이라 하여 신북면으로 넘겨져서 현재 11개 리를 관할하고 있다.[1]

## 행정 구역
| 법정리       | 유래 |
| ------------ | --- |
| 남송리(南宋) | * 나주군 금마면 지역에서 고종 32년 영암군에 편입 * 1914년 행정구역 개편에 따라 입석리, 지초리, 용반리, 용동리, 반계리, 인곡리를 병합 남송리라 칭함.                                                                           |
| 세류리(細柳) | * 나주군 금마면 지역으로 실버들 정자가 있어 세류정 세류라 하였는데 고종 32년 영암군에 편입 * 1914년 행정구역 개편에 따라 봉황리, 열사리, 내동, 칠성리를 병합하여 세류리라 칭함.                                               |
| 쌍효리(雙孝) | * 나주군 금마면 지역으로서 효자 형제가 살았다 하여 쌍효라 하였는데 고종 32년 영암군에 편입 * 1914년 행정구역 개편에 따라 모호리, 삭계리를 병합하여 쌍효라 칭함.                                                               |
| 아천리(鴉川) | * 나주군 금마면 지역에서 고종32년 영암군에 편입 * 1914년 행정구역 개편에 따라 관송리, 토동, 용지리, 백운리, 동령리, 장동리를 병합하여 아천리라 칭함.                                                                          |
| 안로리(安老) | * 나주군 원정면 지역에서 고종 32년 영암군에 편입 * 1914년 행정구역 개편에 따라 월평리, 금장리, 모정리, 김산리, 연지리, 수곡리, 동라리, 상목리, 감산리, 신월리와 나주군 세화면의 임천리 일부를 병합, 안노리라 칭함.            |
| 연보리(蓮寶) | * 나주군 금마면 지역에서 고종 32년 영암군에 편입 * 1914년 행정구역 개편에 따라 차내리, 보촌리, 연산리, 양계리, 다련리, 다보리를 병합하여 연산과 다보의 이름을 따서 연보리라 함.                                               |
| 연소리(燕巢) | * 나주군 금마면 지역에서 고종 32년 영암군에 편입 * 1914년 행정 구역 개편에 따라 금오동, 연소리, 박정리, 산대리, 신동, 오동, 평방, 유토리, 냉정리, 원기리, 백마리, 하동을 병합하여 연소리라 칭함.                              |
| 와운리(臥雲) | * 나주군 원정면 지역에서 고종 32년 영암군에 편입 * 1914년 행정구역 개편에 따라 화산리, 분수리, 신기리, 양와리, 강변리, 운동리, 기동의 각일부 지역을 병합하여 양와와 운동의 이름을 따서 와운리라 칭함.                         |
| 용흥리(龍興) | * 나주군 금마면 지역에서 고종 32년 영암군에 편입 * 1914년 행정구역 개편에 따라 봉덕리, 용두리, 용강리, 용현리, 안기리, 우적리, 세흥리, 안적리, 학동, 용천리와 흥리 일부를 병합하여 용두와 세흥의 이름을따서 용흥리라 칭함.    |
| 월평리(月坪) | * 나주군 원정면 지역에서 고종 32년 영암군에 편입 * 1914년 행정구역 개편에 따라 운수리, 안동리, 신풍리, 취정리, 죽등리를 병합하여 월평리라 칭함.                                                                               |
| 청용리(靑龍) | * 나주군 원정면 지역으로 덕룡산의 청룡날밑이 되므로 청룡이라 하였는데 고종 32년 영암군에 편입 * 1914년 행정구역 개편에 따라 금마면의 동산리, 월암리, 성자리, 반암리, 분토리, 중산리, 만대리, 길동리를 병합하여 청룡리라 칭함. |

## 교육
- 금정초등학교 (용흥리)
  - 청룡분교 (폐교) : 금정면 내산로 813 (청용리)
  - 금정북분교 (폐교) : 금정면 영나로 1238 (안노리)
- 금정중학교 (용흥리)